# Kostas Negrepondis
Kostas Negrepondis (Κώστας Νεγρεπόντης) (ur. 1897 w Konstantynopolu, zm. 19 lutego 1973 w Atenach) był czołowym greckim piłkarzem (napastnikiem) lat 20. i 30., grał w klubie AEK Ateny.

## Życiorys
Negrepondis urodził się w Konstantynopolu w roku 1897 i rozpoczął swoją karierę w Turcji, grając dla helleńskiego klubu atletycznego Pera. W roku 1926 zaliczył także krótki epizod we Francji oraz w Fenerbahçe SK, a dwa lata wcześniej był współtwórcą sukcesów AEKu Ateny. Grał tam do roku 1939. Dwa razy zagrał dla reprezentacji Grecji. Po zakończeniu kariery piłkarskiej Negrepontis trenował wiele klubów greckich, takich jak: AEK Ateny, Olympiakos SFP, Panionios GSS, Ethnikos Pireus czy wreszcie kadra Grecji. Zmarł 19 lutego 1973.